# Sommer opus 50
Sommer is een liederencyclus gecomponeerd door Agathe Backer-Grøndahl. De teksten voor de liederen haalde ze uit het oeuvre van Andreas Jynge. De liederen zijn specifiek geschreven voor een sopraan. De bundel werd uitgegeven door Brødrene Hals Muziekuitgeverij (nrs. 980-987).
De liederen zijn:
1. Gjök
2. Marja, marja, fly, fly!
3. Sommer og solskin
4. Spinne, spinne, spinnen
5. Söndagsmorgen
6. I skogen
7. Junikveld
8. Skogens sanger

Bergliot Ibsen, aan wie het werk is opgedragen, zong de cyclus op 24 februari 1900 tezamen met de componiste. De componiste was aanwezig tijdens dat concert in naam van Martin Knutzen waarbij ze samen met Knutzen het Concerto voor twee piano’s van Mozart uitvoerden. De cyclus en zangeres vielen in goede aarde bij het publiek want de zangeres moest twee liederen opnieuw als toegift zingen. Lied nummer 2 was al drie maanden eerder uitgevoerd en wel door Eva Nansen (2 november 1899). 